# The Second City
The Second City est une troupe d’improvisation théâtrale basée dans le quartier de Old Town à Chicago.
Le théâtre « The Second City » a été inauguré le 16 décembre 1959. La compagnie a ensuite ouvert de nombreuses autres salles, notamment à Toronto, Metro Detroit, Las Vegas, Los Angeles, et New York.
« The Second City » a produit des programmes de télévision aux États-Unis et au Canada dont SCTV, The Second City's Next Comedy Legend (en) et Second City Present.
Depuis ses débuts, « The Second City » a lancé de nombreux humoristes (dont certains ont été primés), des réalisateurs, et beaucoup de personnalités du show business.

## Histoire
The Second City est une évolution du spectacle de cabaret des années 1950 Compass Players (en) créée par des étudiants de l’université de Chicago. La troupe choisit par autodérision de s’appeler « The Second City », nom tiré d’un article sur la comédie musicale Chicago de A. J. Liebling paru dans le magazine The New Yorker en 1952. En 1959, le spectacle inaugural de la troupe « The Second City » eut lieu au 1842 North Wells Street puis il fut déplacé au 1616 North Wells en 1967. Le cofondateur Bernard Sahlins fut propriétaire du théâtre « The Second City » de Chicago jusqu'en 1985, date à laquelle le théâtre fut racheté par le canadien Andrew Alexander et Len Stuart.
Le genre de comédie proposé par la troupe a changé avec le temps. Mais le format est resté le même. Les spectacles de Second City comportent un mélange de scènes improvisées et de scènes écrites qui sont enrichies à partir du nouveau matériel ajouté pendant les sessions d’improvisation après le second acte. Développées durant les sessions improvisées du show, ces sessions d’improvisation sont basées sur les suggestions du public. La seconde innovation du Second City est l’ajout de musique live et improvisée pendant le spectacle.
De nombreux humoristes américains connus ont commencé leur carrière comme membre de la formation historique de la troupe et, plus tard, se sont dirigés vers la télévision et le cinéma. Dans le milieu des années soixante-dix, « Second City » est devenu une source de comiques pour Saturday Night Live et SCTV, émissions  qui empruntaient de nombreuses techniques d’écriture et d'interprétation inventées par « Second City » et d’autres troupes d’improvisation.

## Anciens membres de la troupe
Parmi les anciens de « The Second City », on peut notamment citer :
- Alan Alda
- Alan Arkin
- Dan Aykroyd
- Jim Belushi
- John Belushi
- Peter Boyle
- John Candy
- Steve Carell
- Chris Farley
- Tina Fey
- Joe Flaherty[3]
- Valerie Harper
- Eugene Levy
- Julia Louis-Dreyfus
- Bill Murray
- Mike Myers
- Tawny Newsome
- Mike Nichols
- Amy Poehler
- Gilda Radner
- Harold Ramis
- Martin Short
- Jason Sudeikis
- George Wendt